# قائمة الفائزين بميداليات دورة الألعاب البارالمبية الشتوية 2010

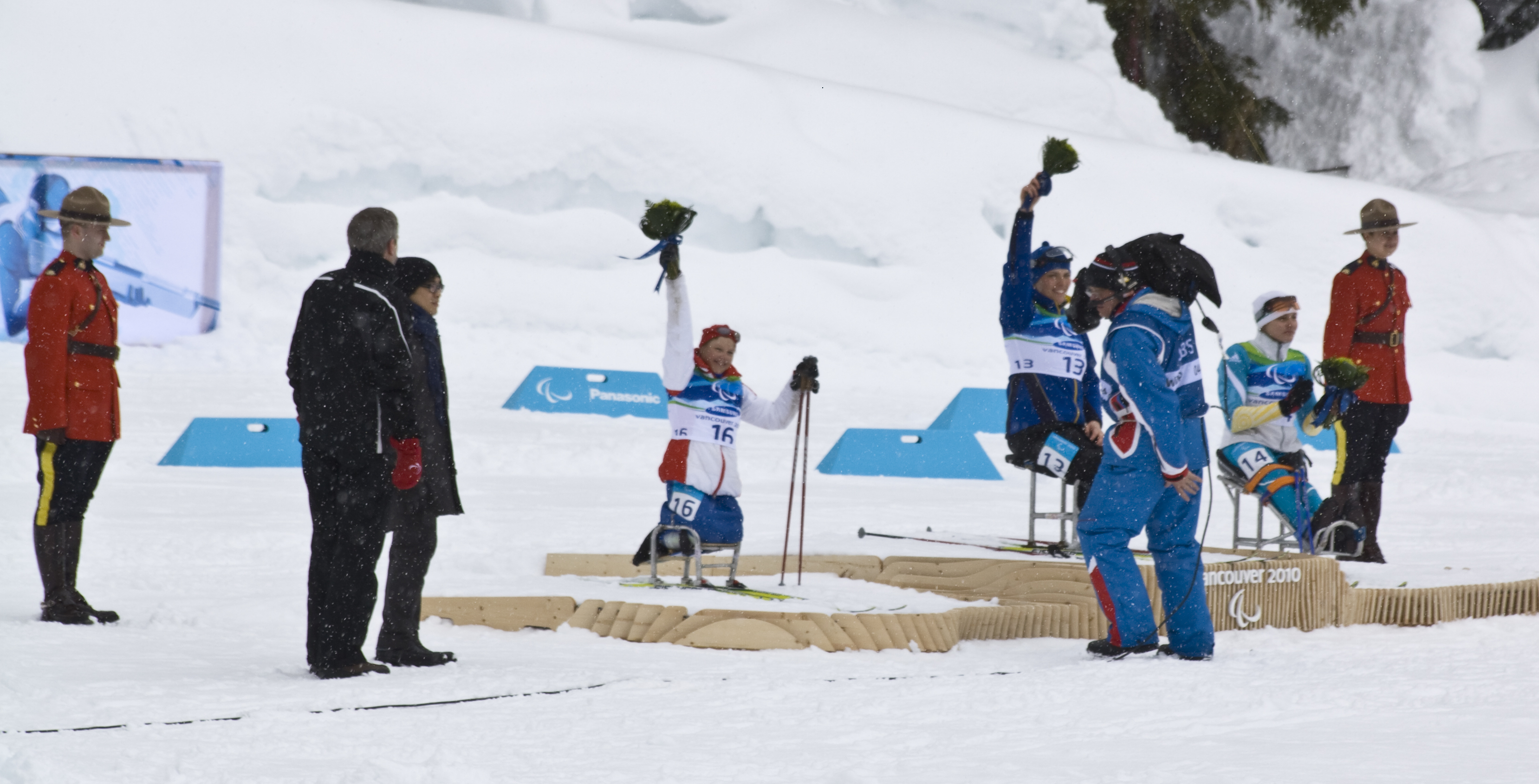
حفل تتويج سباق المطاردة لمسافة 2.4 كم جلوس في البياتلون للسيدات. أولينا يوروفسكا من أوكرانيا (ذهبية)، ماريا يوفليفا من روسيا (فضية)، ليودميلا بافلينكو من أوكرانيا (برونزية).

عُقدت الألعاب البارالمبية الشتوية 2010 في فانكوفر، كندا، في الفترة من 12 مارس إلى 21 مارس 2010. شارك في هذه الألعاب ما مجموعه 506 رياضيين من 44 لجنة بارالمبية وطنية (NPCs). إجمالًا، تنافس في 64 حدثًا ضمن 5 رياضات بارالمبية.
احتلت كندا المركز الثالث إجمالاً في الفوز بالميداليات الذهبية، برصيد 10 ميداليات ذهبية. احتلت روسيا المركز الأول في إجمالي عدد الميداليات، برصيد 38 ميدالية.

## التزلج الألبي
| الحدث                  | الفئة    | الذهبية                                                       | الفضية                                                        | البرونزية                                               |
| ---------------------- | -------- | ------------------------------------------------------------- | ------------------------------------------------------------- | ------------------------------------------------------- |
| انحدار سيدات           | ضعف بصري | فيفيان فورست · مرشد: ليندسي ديبو · كندا                       | هينريتا فاركاشوفا · مرشد: ناتاليا سوبتروفا · سلوفاكيا         | دانييل أمستيد · مرشد: روب أمستيد · الولايات المتحدة     |
| انحدار سيدات           | جلوس     | ألانا نيكولز · الولايات المتحدة                               | لوري ستيفنز · الولايات المتحدة                                | كلوديا لوش · النمسا                                     |
| انحدار سيدات           | وقوف     | لورين وولستنكروفت · كندا                                      | سولين جامباك · فرنسا                                          | أندريا روثفوس · ألمانيا                                 |
| سوبر جي سيدات          | ضعف بصري | هينريتا فاركاشوفا · مرشد: ناتاليا سوبتروفا · سلوفاكيا         | فيفيان فورست · مرشد: ليندسي ديبو · كندا                       | آنا كوليسكوفا · مرشد: ميكايلا هوباكوفا · جمهورية التشيك |
| سوبر جي سيدات          | جلوس     | كلوديا لوش · النمسا                                           | ألانا نيكولز · الولايات المتحدة                               | آنا شافيلهوبير · ألمانيا                                |
| سوبر جي سيدات          | وقوف     | لورين وولستنكروفت · كندا                                      | ميلانيا كوراديني · إيطاليا                                    | أندريا روثفوس · ألمانيا                                 |
| تزلج متعرج عملاق سيدات | ضعف بصري | هينريتا فاركاشوفا · مرشد: ناتاليا سوبتروفا · سلوفاكيا         | سابين غاستايغر · مرشد: ستيفان شونر · النمسا                   | فيفيان فورست · مرشد: ليندسي ديبو · كندا                 |
| تزلج متعرج عملاق سيدات | جلوس     | ألانا نيكولز · الولايات المتحدة                               | ستيفاني فيكتور · الولايات المتحدة                             | كونيكو أوبيناتا · اليابان                               |
| تزلج متعرج عملاق سيدات | وقوف     | لورين وولستنكروفت · كندا                                      | أندريا روثفوس · ألمانيا                                       | بيترا سمارزوفا · سلوفاكيا                               |
| تزلج متعرج سيدات       | ضعف بصري | سابين غاستايغر · مرشد: ستيفان شونر · النمسا                   | فيفيان فورست · مرشد: ليندسي ديبو · كندا                       | جيسيكا غالاغير · مرشد: إريك بيكرتون · أستراليا          |
| تزلج متعرج سيدات       | جلوس     | كلوديا لوش · النمسا                                           | ستيفاني فيكتور · الولايات المتحدة                             | كونيكو أوبيناتا · اليابان                               |
| تزلج متعرج سيدات       | وقوف     | لورين وولستنكروفت · كندا                                      | أندريا روثفوس · ألمانيا                                       | كارولينا ويشنيفسكا · كندا                               |
| سوبر كومبايند سيدات    | ضعف بصري | هينريتا فاركاشوفا · مرشد: ناتاليا سوبتروفا · سلوفاكيا         | فيفيان فورست · مرشد: ليندسي ديبو · كندا                       | دانييل أمستيد · مرشد: روب أمستيد · الولايات المتحدة     |
| سوبر كومبايند سيدات    | جلوس     | ستيفاني فيكتور · الولايات المتحدة                             | كلوديا لوش · النمسا                                           | ألانا نيكولز · الولايات المتحدة                         |
| سوبر كومبايند سيدات    | وقوف     | لورين وولستنكروفت · كندا                                      | سولين جامباك · فرنسا                                          | كارولينا ويشنيفسكا · كندا                               |
| انحدار رجال            | ضعف بصري | جون سانتاكانا مايزتيغي · مرشد: ميغيل غاليندو غارسيس · إسبانيا | مارك باثوم · مرشد: سليتر ستوري · الولايات المتحدة             | غيرد غرادول · مرشد: كارل-هاينز فاتشينوير · ألمانيا      |
| انحدار رجال            | جلوس     | كريستوف كونز · سويسرا                                         | تايكي موري · اليابان                                          | أكيرا كانو · اليابان                                    |
| انحدار رجال            | وقوف     | غيرد شونفيلدر · ألمانيا                                       | مارتي مايبري · مايكل بروغر · سويسرا                           |                                                         |
| سوبر جي رجال           | ضعف بصري | نيكولاس بيرجيني · مرشد: صوفي تروك · فرنسا                     | ياكوب كراكو · مرشد: جوراي ميديرا · سلوفاكيا                   | ميروسلاف هاروس · مرشد: مارتن ماكوفنيك · سلوفاكيا        |
| سوبر جي رجال           | جلوس     | أكيرا كانو · اليابان                                          | مارتن براكسنتالر · ألمانيا                                    | تايكي موري · اليابان                                    |
| سوبر جي رجال           | وقوف     | غيرد شونفيلدر · ألمانيا                                       | فنسنت غوتييه-مانويل · فرنسا                                   | هوبيرت ماندل · النمسا                                   |
| تزلج متعرج عملاق رجال  | ضعف بصري | ياكوب كراكو · مرشد: جوراي ميديرا · سلوفاكيا                   | جون سانتاكانا مايزتيغي · مرشد: ميغيل غاليندو غارسيس · إسبانيا | جانماريا دال مايسترو · مرشد: توماسو بالاسو · إيطاليا    |
| تزلج متعرج عملاق رجال  | جلوس     | مارتن براكسنتالر · ألمانيا                                    | كريستوف كونز · سويسرا                                         | تاكيشي سوزوكي · اليابان                                 |
| تزلج متعرج عملاق رجال  | وقوف     | غيرد شونفيلدر · ألمانيا                                       | روبرت ميوسبورغر · النمسا                                      | فنسنت غوتييه-مانويل · فرنسا                             |
| تزلج متعرج رجال        | ضعف بصري | ياكوب كراكو · مرشد: جوراي ميديرا · سلوفاكيا                   | جون سانتاكانا مايزتيغي · مرشد: ميغيل غاليندو غارسيس · إسبانيا | جانماريا دال مايسترو · مرشد: توماسو بالاسو · إيطاليا    |
| تزلج متعرج رجال        | جلوس     | مارتن براكسنتالر · ألمانيا                                    | جون دوك · كندا                                                | فيليب بوناديمان · النمسا                                |
| تزلج متعرج رجال        | وقوف     | آدم هال · نيوزيلندا                                           | غيرد شونفيلدر · ألمانيا                                       | كاميرون راليس راهبولا · أستراليا                        |
| سوبر كومبايند رجال     | ضعف بصري | ياكوب كراكو · مرشد: جوراي ميديرا · سلوفاكيا                   | جانماريا دال مايسترو · مرشد: توماسو بالاسو · إيطاليا          | ميروسلاف هاروس · مرشد: مارتن ماكوفنيك · سلوفاكيا        |
| سوبر كومبايند رجال     | جلوس     | مارتن براكسنتالر · ألمانيا                                    | يورغن إيغل · النمسا                                           | فيليب بوناديمان · النمسا                                |
| سوبر كومبايند رجال     | وقوف     | غيرد شونفيلدر · ألمانيا                                       | فنسنت غوتييه-مانويل · فرنسا                                   | كاميرون راليس راهبولا · أستراليا                        |

## البياتلون
| الحدث        | الفئة    | الذهبية                                                | الفضية                                           | البرونزية                                              |
| ------------ | -------- | ------------------------------------------------------ | ------------------------------------------------ | ------------------------------------------------------ |
| مطاردة سيدات | ضعف بصري | فيرينا بينتيلي · مرشد: توماس فريدريش · ألمانيا         | ليوبوف فاسيليفا · مرشد: ناتاليا ياكيموفا · روسيا | ميكالينا ليسوفا · مرشد: أليكسي إيفانوف · روسيا         |
| مطاردة سيدات | جلوس     | أولينا يوروفسكا · أوكرانيا                             | ماريا يوفليفا · روسيا                            | ليودميلا بافلينكو · أوكرانيا                           |
| مطاردة سيدات | وقوف     | آنا بورميستروفا · روسيا                                | مايا لويتجينويا · فنلندا                         | إيلينا كوفمان · روسيا                                  |
| فردي سيدات   | ضعف بصري | فيرينا بينتيلي · مرشد: توماس فريدريش · ألمانيا         | ليوبوف فاسيليفا · مرشد: ناتاليا ياكيموفا · روسيا | ميكالينا ليسوفا · مرشد: أليكسي إيفانوف · روسيا         |
| فردي سيدات   | جلوس     | ماريا يوفليفا · روسيا                                  | أولينا يوروفسكا · أوكرانيا                       | أندريا إيسكاو · ألمانيا                                |
| فردي سيدات   | وقوف     | أولكسندرا كونونوفا · أوكرانيا                          | آنا بورميستروفا · روسيا                          | يوليا باتنكوفا · أوكرانيا                              |
| مطاردة رجال  | ضعف بصري | فيتالي لوكيانينكو · مرشد: فولوديمير إيفانوف · أوكرانيا | نيكولاي بوليوكين · مرشد: أندري توكارييف · روسيا  | فاسيلي شابسيابوي · مرشد: ميكالاي شابلوفسكي · بيلاروس   |
| مطاردة رجال  | جلوس     | إيرك زاريبوف · روسيا                                   | يوري كوستيوك · أوكرانيا                          | أندي سول · الولايات المتحدة                            |
| مطاردة رجال  | وقوف     | كيريل ميخايلوف · روسيا                                 | نيلس-إريك أولسيت · النرويج                       | غريغوري فوفشينسكي · أوكرانيا                           |
| فردي رجال    | ضعف بصري | فيلهلم بريم · مرشد: فلوريان غريم · ألمانيا             | نيكولاي بوليوكين · مرشد: أندري توكارييف · روسيا  | فيتالي لوكيانينكو · مرشد: فولوديمير إيفانوف · أوكرانيا |
| فردي رجال    | جلوس     | إيرك زاريبوف · روسيا                                   | فلاديمير كيسلييف · روسيا                         | رومان بيتوخوف · روسيا                                  |
| فردي رجال    | وقوف     | نيلس-إريك أولسيت · النرويج                             | غريغوري فوفشينسكي · أوكرانيا                     | جوزيف جيسين · ألمانيا                                  |

## التزلج الريفي
| الحدث                          | الفئة    | الذهبية | الفضية                                                                                          | البرونزية                                                                                           |
| ------------------------------ | -------- | --- | ----------------------------------------------------------------------------------------------- | --------------------------------------------------------------------------------------------------- |
| سباق 1 كم تزلج كلاسيكي سيدات   | ضعف بصري | فيرينا بينتيلي · مرشد: توماس فريدريش · ألمانيا                                                                   | ميكالينا ليسوفا · مرشد: أليكسي إيفانوف · روسيا                                                  | ليوبوف فاسيلييفا · مرشد: ناتاليا ياكيموفا · روسيا                                                   |
| سباق 1 كم تزلج كلاسيكي سيدات   | جلوس     | فرانسيسكا بورسيلاتو · إيطاليا                                                                                    | أولينا يوروفسكا · أوكرانيا                                                                      | ليودميلا فافتشوك · بيلاروس                                                                          |
| سباق 1 كم تزلج كلاسيكي سيدات   | وقوف     | أولكسندرا كونونوفا · أوكرانيا                                                                                    | شوكو أوتا · اليابان                                                                             | آنا بورميستروفا · روسيا                                                                             |
| 5 كم كلاسيك سيدات              | ضعف بصري | فيرينا بينتيلي · مرشد: توماس فريدريش · ألمانيا                                                                   | ميكالينا ليسوفا · مرشد: أليكسي إيفانوف · روسيا                                                  | تاتيانا إيليوشينكو · مرشد: فاليري كوشكين · روسيا                                                    |
| 5 كم كلاسيك سيدات              | جلوس     | ليودميلا فافتشوك · بيلاروس                                                                                       | أندريا إيسكاو · ألمانيا                                                                         | كوليت بورغونيه · كندا                                                                               |
| 5 كم كلاسيك سيدات              | وقوف     | أولكسندرا كونونوفا · أوكرانيا                                                                                    | يوليا باتنكوفا · أوكرانيا                                                                       | لاريسا فارونا · بيلاروس                                                                             |
| 10 كم سيدات                    | جلوس     | ليودميلا فافتشوك · بيلاروس                                                                                       | كوليت بورغونيه · كندا                                                                           | أولينا يوروفسكا · أوكرانيا                                                                          |
| 15 كم حر سيدات                 | ضعف بصري | فيرينا بينتيلي · مرشد: توماس فريدريش · ألمانيا                                                                   | ليوبوف فاسيلييفا · مرشد: ناتاليا ياكيموفا · روسيا                                               | يادفيها سكوراباهاتايا · مرشد: فاسيلي هاوروكوفيتش · بيلاروس                                          |
| 15 كم حر سيدات                 | وقوف     | آنا بورميستروفا · روسيا                                                                                          | يوليا باتنكوفا · أوكرانيا                                                                       | كاتارزينا روغوفيتش · بولندا                                                                         |
| 3 × 2.5 كم تتابع سيدات         |          | روسيا (RUS) · ماريا يوفليفا · ميكالينا ليسوفا · مرشد: أليكسي إيفانوف · ليوبوف فاسيلييفا · مرشد: ناتاليا ياكيموفا | أوكرانيا (UKR) · أولينا يوروفسكا · يوليا باتنكوفا · أولكسندرا كونونوفا                          | بيلاروس (BLR) · لاريسا فارونا · ليودميلا فافتشوك · يادفيها سكوراباهاتايا · مرشد: فاسيلي هاوروكوفيتش |
| 1 كم سباق السرعة كلاسيك رجال   | ضعف بصري | برايان ماكيفر · مرشد: روبن ماكيفر · كندا                                                                         | نيكولاي بوليوكين · مرشد: أندري توكارييف · روسيا                                                 | زيبيستيان مودين · مرشد: ألبين أكروت · السويد                                                        |
| 1 كم سباق السرعة كلاسيك رجال   | جلوس     | سيرغي شيلوف · روسيا                                                                                              | إيرك زاريبوف · روسيا                                                                            | فلاديمير كيسلييف · روسيا                                                                            |
| 1 كم سباق السرعة كلاسيك رجال   | وقوف     | يوشيهيرو نيتاس · اليابان                                                                                         | كيريل ميخايلوف · روسيا                                                                          | إيلكا تومستو · فنلندا                                                                               |
| 10 كم كلاسيك رجال              | ضعف بصري | برايان ماكيفر · مرشد: روبن ماكيفر · كندا                                                                         | هيلج فلو · مرشد: توماس لوسنيغارد · النرويج                                                      | نيكولاي بوليوكين · مرشد: أندري توكارييف · روسيا                                                     |
| 10 كم كلاسيك رجال              | جلوس     | إيرك زاريبوف · روسيا                                                                                             | إنزو ماسييلو · إيطاليا                                                                          | دزيمتري لوبان · بيلاروس                                                                             |
| 10 كم كلاسيك رجال              | وقوف     | يوشيهيرو نيتاس · اليابان                                                                                         | كيريل ميخايلوف · روسيا                                                                          | غريغوري فوفشينسكي · أوكرانيا                                                                        |
| 15 كم رجال                     | جلوس     | إيرك زاريبوف · روسيا                                                                                             | رومان بيتوخوف · روسيا                                                                           | إنزو ماسييلو · إيطاليا                                                                              |
| 20 كم حر رجال                  | ضعف بصري | برايان ماكيفر · مرشد: روبن ماكيفر · كندا                                                                         | نيكولاي بوليوكين · مرشد: أندري توكارييف · روسيا                                                 | فاسيلي شابسيابوي · مرشد: ميكالاي شابلوفسكي · بيلاروس                                                |
| 20 كم حر رجال                  | وقوف     | كيريل ميخايلوف · روسيا                                                                                           | نيلس-إريك أولسيت · النرويج                                                                      | فلاديمير كونونوف · روسيا                                                                            |
| 1 × 4 كم + 2 × 5 كم تتابع رجال |          | روسيا (RUS) · سيرغي شيلوف · كيريل ميخايلوف · نيكولاي بوليوكين · مرشد: أندري توكارييف                             | أوكرانيا (UKR) · يوري كوستيوك · غريغوري فوفشينسكي · فيتالي لوكيانينكو · مرشد: فولوديمير إيفانوف | النرويج (NOR) · تريغف توسكيدال لارسن · فيغارد داهل · نيلس-إريك أولسيت                               |

## الكيرلنغ على الكراسي المتحركة
| الألعاب | الذهبية                                                                           | الفضية                                                                                          | البرونزية                                                                                |
| ------- | --------------------------------------------------------------------------------- | ----------------------------------------------------------------------------------------------- | ---------------------------------------------------------------------------------------- |
| مختلط   | كندا (CAN) · جيم أرمسترونغ · داريل نيبور · إينا فورست · سونيا غوديت · برونو ييزيك | كوريا الجنوبية (KOR) · كيم هاك-سونغ · كيم ميونغ-جين · تشو يانغ-هيون · كانغ مي-سوك · بارك غيل-وو | السويد (SWE) · جالي جونغنيل · غلين إيكونين* · باتريك بورمان · أنيت فيلهلم · بيرنت سجوبرغ |

* موقوف

## هوكي التزلج على الجليد
| الحدث  | الذهبية | الفضية | البرونزية |
| ------ | --- | --- | --- |
| الفريق | الولايات المتحدة (USA) | اليابان (JPN) | النرويج (NOR) |
| الفريق | مايك بلاباك ستيف أنتوني تايلور شيس جيمي كونلي براد إيمرسون جو هوارد تيم جونز نيكو لاندروس تايلور ليبسيت آدم بيج جوش بولس أليكسي سالامون غريغ شو بوبا توريس آندي يوحي | ميكيو أناكا تاكايوكي إندو شينوبو فوكوشيما ناوهيكو إيشيدا نوريتيكا إيتو ماكوتو ماجيما توموهيكو مارو إيجي ميساوا ميتسورو ناغاسي توشيوكي ناكامورا ساتورو سودو كازوهيرو تاكاهاشي دايسكي ويهارا أتسويا ياغوشي مامورو يوشيكاوا | أولي بيارتي أوستيفول أودون باكه هيلج بيورنستاد كيسينغر دينغ إسكيل هاغن توماس جاكوبسن لويد ريمي يوهانسن روجر يوهانسن كنوت أندريه نوردستوغا رولف أينار بيدرسن تومي روفيلستاد كيل فيدار روين ستيغ توره سفي مورتن فارنس |

## قادة الميداليات
الرياضيون الذين فازوا بميداليتين ذهبيتين على الأقل أو ثلاث ميداليات إجمالاً على الأقل مدرجون أدناه.
| الرياضي                                           | الدولة                 | الرياضة                   | ذهبية | فضية | برونزية | الإجمالي |
| ------------------------------------------------- | ---------------------- | ------------------------- | ----- | ---- | ------- | -------- |
| نيكولاي بوليوكين مرشد: أندري توكارييف             | روسيا (RUS)            | البياتلون / التزلج الريفي | 1     | 4    | 1       | 6        |
| لورين وولستنكروفت                                 | كندا (CAN)             | التزلج الألبي             | 5     | 0    | 0       | 5        |
| فيرينا بينتيلي مرشد: توماس فريدريش                | ألمانيا (GER)          | البياتلون / التزلج الريفي | 5     | 0    | 0       | 5        |
| غيرد شونفيلدر                                     | ألمانيا (GER)          | التزلج الألبي             | 4     | 1    | 0       | 5        |
| إيرك زاريبوف                                      | روسيا (RUS)            | البياتلون / التزلج الريفي | 4     | 1    | 0       | 5        |
| كيريل ميخايلوف                                    | روسيا (RUS)            | البياتلون / التزلج الريفي | 3     | 2    | 0       | 5        |
| فيفيان فورست مرشد: ليندسي ديبو                    | كندا (CAN)             | التزلج الألبي             | 1     | 3    | 1       | 5        |
| ليوبوف فاسيليفا مرشد: ناتاليا ياكيموفا            | روسيا (RUS)            | البياتلون / التزلج الريفي | 1     | 3    | 1       | 5        |
| أولينا يوروفسكا                                   | أوكرانيا (UKR)         | البياتلون / التزلج الريفي | 1     | 3    | 1       | 5        |
| ميكالينا ليسوفا مرشد: أليكسي إيفانوف              | روسيا (RUS)            | البياتلون / التزلج الريفي | 1     | 2    | 2       | 5        |
| ياكوب كراكو مرشد: جوراي ميديرا                    | سلوفاكيا (SVK)         | التزلج الألبي             | 3     | 1    | 0       | 4        |
| مارتن براكسنتالر                                  | ألمانيا (GER)          | التزلج الألبي             | 3     | 1    | 0       | 4        |
| هنرييتا فاركاشوفا مرشد: ناتاليا سوبتروفا          | سلوفاكيا (SVK)         | التزلج الألبي             | 3     | 1    | 0       | 4        |
| أولكسندرا كونونوفا                                | أوكرانيا (UKR)         | البياتلون / التزلج الريفي | 3     | 1    | 0       | 4        |
| ألانا نيكولز                                      | الولايات المتحدة (USA) | التزلج الألبي             | 2     | 1    | 1       | 4        |
| كلوديا لوش                                        | النمسا (AUT)           | التزلج الألبي             | 2     | 1    | 1       | 4        |
| آنا بورميستروفا                                   | روسيا (RUS)            | البياتلون / التزلج الريفي | 2     | 1    | 1       | 4        |
| ليودميلا فافتشوك                                  | بيلاروس (BLR)          | التزلج الريفي             | 2     | 0    | 2       | 4        |
| نيلس-إريك أولسيت                                  | النرويج (NOR)          | البياتلون / التزلج الريفي | 1     | 2    | 1       | 4        |
| يوليا باتنكوفا                                    | أوكرانيا (UKR)         | البياتلون / التزلج الريفي | 0     | 3    | 1       | 4        |
| أندريا روثفوس                                     | ألمانيا (GER)          | التزلج الألبي             | 0     | 2    | 2       | 4        |
| برايان ماكيفر مرشد: روبن ماكيفر                   | كندا (CAN)             | التزلج الريفي             | 3     | 0    | 0       | 3        |
| ماريا يوفليفا                                     | روسيا (RUS)            | البياتلون / التزلج الريفي | 2     | 1    | 0       | 3        |
| ستيفاني فيكتور                                    | الولايات المتحدة (USA) | التزلج الألبي             | 1     | 2    | 0       | 3        |
| جون سانتاكانا مايزتيغي مرشد: ميغيل غاليندو غارسيس | إسبانيا (ESP)          | التزلج الألبي             | 1     | 2    | 0       | 3        |
| فيتالي لوكيانينكو مرشد: فولوديمير إيفانوف         | أوكرانيا (UKR)         | البياتلون / التزلج الريفي | 1     | 1    | 1       | 3        |
| فنسنت غوتييه-مانويل                               | فرنسا (FRA)            | التزلج الألبي             | 0     | 2    | 1       | 3        |
| جانماريا دال مايسترو مرشد: توماسو بالاسو          | إيطاليا (ITA)          | التزلج الألبي             | 0     | 1    | 2       | 3        |
| غريغوري فوفشينسكي                                 | أوكرانيا (UKR)         | البياتلون / التزلج الريفي | 0     | 1    | 2       | 3        |
| ياكوب كراكو مرشد: جوراي ميديرا                    | سلوفاكيا (SVK)         | التزلج الألبي             | 3     | 1    | 0       | 4        |
| مارتن براكسنتالر                                  | ألمانيا (GER)          | التزلج الألبي             | 3     | 1    | 0       | 4        |
| هنرييتا فاركاشوفا مرشد: ناتاليا سوبتروفا          | سلوفاكيا (SVK)         | التزلج الألبي             | 3     | 1    | 0       | 4        |
| أولكسندرا كونونوفا                                | أوكرانيا (UKR)         | البياتلون / التزلج الريفي | 3     | 1    | 0       | 4        |
| ألانا نيكولز                                      | الولايات المتحدة (USA) | التزلج الألبي             | 2     | 1    | 1       | 4        |
| كلوديا لوش                                        | النمسا (AUT)           | التزلج الألبي             | 2     | 1    | 1       | 4        |
| آنا بورميستروفا                                   | روسيا (RUS)            | البياتلون / التزلج الريفي | 2     | 1    | 1       | 4        |
| ليودميلا فافتشوك                                  | بيلاروس (BLR)          | التزلج الريفي             | 2     | 0    | 2       | 4        |
| نيلس-إريك أولسيت                                  | النرويج (NOR)          | البياتلون / التزلج الريفي | 1     | 2    | 1       | 4        |
| يوليا باتنكوفا                                    | أوكرانيا (UKR)         | البياتلون / التزلج الريفي | 0     | 3    | 1       | 4        |
| أندريا روثفوس                                     | ألمانيا (GER)          | التزلج الألبي             | 0     | 2    | 2       | 4        |
| برايان ماكيفر مرشد: روبن ماكيفر                   | كندا (CAN)             | التزلج الريفي             | 3     | 0    | 0       | 3        |
| ماريا يوفليفا                                     | روسيا (RUS)            | البياتلون / التزلج الريفي | 2     | 1    | 0       | 3        |
| ستيفاني فيكتور                                    | الولايات المتحدة (USA) | التزلج الألبي             | 1     | 2    | 0       | 3        |
| جون سانتاكانا مايزتيغي مرشد: ميغيل غاليندو غارسيس | إسبانيا (ESP)          | التزلج الألبي             | 1     | 2    | 0       | 3        |
| فيتالي لوكيانينكو مرشد: فولوديمير إيفانوف         | أوكرانيا (UKR)         | البياتلون / التزلج الريفي | 1     | 1    | 1       | 3        |
| فنسنت غوتييه-مانويل                               | فرنسا (FRA)            | التزلج الألبي             | 0     | 2    | 1       | 3        |
| جانماريا دال مايسترو مرشد: توماسو بالاسو          | إيطاليا (ITA)          | التزلج الألبي             | 0     | 1    | 2       | 3        |
| غريغوري فوفشينسكي                                 | أوكرانيا (UKR)         | البياتلون / التزلج الريفي | 0     | 1    | 2       | 3        |
| ياكوب كراكو مرشد: جوراي ميديرا                    | سلوفاكيا (SVK)         | التزلج الألبي             | 3     | 1    | 0       | 4        |
| مارتن براكسنتالر                                  | ألمانيا (GER)          | التزلج الألبي             | 3     | 1    | 0       | 4        |
| هنرييتا فاركاشوفا مرشد: ناتاليا سوبتروفا          | سلوفاكيا (SVK)         | التزلج الألبي             | 3     | 1    | 0       | 4        |
| أولكسندرا كونونوفا                                | أوكرانيا (UKR)         | البياتلون / التزلج الريفي | 3     | 1    | 0       | 4        |
| ألانا نيكولز                                      | الولايات المتحدة (USA) | التزلج الألبي             | 2     | 1    | 1       | 4        |
| كلوديا لوش                                        | النمسا (AUT)           | التزلج الألبي             | 2     | 1    | 1       | 4        |
| آنا بورميستروفا                                   | روسيا (RUS)            | البياتلون / التزلج الريفي | 2     | 1    | 1       | 4        |
| ليودميلا فافتشوك                                  | بيلاروس (BLR)          | التزلج الريفي             | 2     | 0    | 2       | 4        |
| نيلس-إريك أولسيت                                  | النرويج (NOR)          | البياتلون / التزلج الريفي | 1     | 2    | 1       | 4        |
| يوليا باتنكوفا                                    | أوكرانيا (UKR)         | البياتلون / التزلج الريفي | 0     | 3    | 1       | 4        |
| أندريا روثفوس                                     | ألمانيا (GER)          | التزلج الألبي             | 0     | 2    | 2       | 4        |
| برايان ماكيفر مرشد: روبن ماكيفر                   | كندا (CAN)             | التزلج الريفي             | 3     | 0    | 0       | 3        |
| ماريا يوفليفا                                     | روسيا (RUS)            | البياتلون / التزلج الريفي | 2     | 1    | 0       | 3        |
| ستيفاني فيكتور                                    | الولايات المتحدة (USA) | التزلج الألبي             | 1     | 2    | 0       | 3        |
| جون سانتاكانا مايزتيغي مرشد: ميغيل غاليندو غارسيس | إسبانيا (ESP)          | التزلج الألبي             | 1     | 2    | 0       | 3        |
| فيتالي لوكيانينكو مرشد: فولوديمير إيفانوف         | أوكرانيا (UKR)         | البياتلون / التزلج الريفي | 1     | 1    | 1       | 3        |
| فنسنت غوتييه-مانويل                               | فرنسا (FRA)            | التزلج الألبي             | 0     | 2    | 1       | 3        |
| جانماريا دال مايسترو مرشد: توماسو بالاسو          | إيطاليا (ITA)          | التزلج الألبي             | 0     | 1    | 2       | 3        |
| غريغوري فوفشينسكي                                 | أوكرانيا (UKR)         | البياتلون / التزلج الريفي | 0     | 1    | 2       | 3        |